# Groupe de travail
Pour les articles homonymes, voir Groupe de travail (réseau informatique) et Groupe de travail (réseau de résistance).
 (avril 2016).
- Si vous ne connaissez pas le sujet, laissez ce bandeau (vous pouvez alors contacter les auteurs).
- Si vous supprimez le contenu mis en cause (vous pouvez préalablement contacter les auteurs),

argumentez précisément cette suppression dans la page de discussion
(un manque de référence n'est pas un argument ; une recherche réelle de référence doit avoir été effectuée, être formellement documentée).
Un groupe de travail est un regroupement d'un petit nombre (moins de 15[réf. nécessaire]) d'individus dont l'objet est la réalisation d'un travail commun. 
Un groupe de travail n’est ni une famille, ni une bande, ni un groupe d’amis, c’est un groupe de personnes qui ont des relations interpersonnelles de face à face. Il est caractérisé par la convergence des efforts, par l’exécution d’une tâche qui sera l’œuvre commune.
Il existe de nombreux exemples de groupes de travail, tels que :
- des cercles de qualité ;
- des groupes interdisciplinaires de recherche scientifique.

## Types de groupe
Ce groupe peut être :
- Groupe formel :

Le groupe formel, autrement connu comme groupe organisé, est constitué d’individus qui réalisent un but commun. Il est composé d’un cadre ou même un chef qui dirige, sous son autorité, des employés. Il possède une structure très rigide et doit adhérer aux lois et règlements de l’entreprise.
- Groupe informel :

Le groupe informel est le résultat d'une action spontanée qui mène à des individus à travailler ensemble.  Ces individus sont souvent rassemblés pour atteindre un objectif commun. Les unités sont issues des contacts sociaux ou par leur quotidien. Contrairement, au groupe formel, ils sont libres de toutes structures et règlements de l’organisation.
- Groupe d’intérêt :

Ce sont des groupes qui lient les individus par un intérêt particulier concernant la politique, les médias en but de faire défendre un point commun. Après avoir terminé son mandat ou surmonté l'obstacle, le groupe se dissout.
- Groupe d’amis :

Ce sont des groupes qui lient les individus avec non seulement un intérêt particulier à entreprendre, mais des liens mutuels. Les amis de longue date, des collègues au travail, des copains jouant régulièrement au basket sont tous des exemples des groupes d’amis. Généralement, ils demeurent intacts après l’accomplissement de leur activité.
- Groupe élargi :

Un ensemble de personnes qui font partie de la même catégorie socioprofessionnelle.
- Groupe restreint :

Un groupe ou les relations entre les personnes sont directes.

## Activités d'un groupe
Les activités des membres d’un groupe sont de trois types :
- Les activités liées à la tâche :

Aident le groupe de réaliser ses buts. Ils comprennent tous les initiatives prises à la course de réalisation d’un projet.
- Les activités liées à l’entretien de la vie du groupe :

Encourageant le travail en équipe par améliorer les relations entre membres. Ils aident le groupe devenir plus efficace, productif et intéressant, et préserver la cohésion et harmonie.
- Les activités individuelles :

Peuvent paralyser le fonctionnement du groupe parce qu'elles sont entreprises par un membre pour satisfaire un besoin ou désir personnel. Elles dénotent des insatisfactions parmi les membres.

## Enjeux du groupe de travail
Pour que le groupe de travail soit efficace chacun de ses membres doit être conscient de ses motivations et vouloir que les autres atteignent leurs buts autant que lui-même.
Les trois valeurs du groupe de travail peuvent être : 
- la loyauté envers le groupe,
- l’engagement personnel,
- l’identification au groupe.

Le groupe d’appartenance satisfait des aspirations humaines qui sont: 
- Le besoin de sécurité
- Le besoin de reconnaissance sociale, d’identité et existence
- Le besoin d’actualisation et ses possibilités
- Le besoin de connaitre et d’apprendre
- Le besoin d’union pour réussir une action

Mais le groupe exige de chacun en échange de satisfaction qu’il donne de soi, qu’il apporte aux autres le comblement de leurs attentes.
Au niveau de la reconnaissance, il faut distinguer l'appartenance et l'identification :
- Appartenance : le fait de sentir qu’on fait partie de ce groupe
- Identification : s’identifier soi-même par l’appartenance et se désigner socialement aux étrangers par son appartenance

## Démarche de constitution
Un groupe de travail est un groupe qui s’inscrit dans le temps et dans la durée avant d’atteindre la cohésion.
Il passe par plusieurs étapes:
- 1re étape : La formation

La première étape est la formation des individus. C'est-à-dire qu’ils apprennent à se connaitre et à étudier leur comportement, leur personnalité ainsi que les forces et faiblesses de chacun. Ils s’approprient des objectifs précis à réaliser et établissent les plans nécessaires à son achèvement.
- 2e étape : L’opposition

C’est à la deuxième étape que les  coéquipiers sont familiers avec les autres. Par contre, cette familiarité peut générer des tensions entre eux. Par exemple, un membre du groupe pourrait exercer une influence de contrainte sur les autres membres. Ceci engendre un mauvais environnement de travail et ainsi certains membres se sentent méprisés par d'autres. Le chef aurait une difficulté pour ramener le groupe vers l’objectif final.
- 3e étape : La normalisation

La troisième étape est la normalisation ou la régularisation qui donne de la cohésion. Maintenant que chacun des membres du groupe a compris les forces et faiblesses de chacun, on peut mettre en place une structure qui permettra de mieux travailler ensemble. Ainsi, il se crée un climat de confiance, de cohésion et cohérence.  Par contre, peuvent toujours naître des conflits mineurs entre les membres du groupe.
- 4e étape : La réalisation du mandat

Rendus à ce stade, les membres du groupe entament la période le plus performante. « Tous les membres du groupe se mettent à réaliser leurs fonctions respectives et à interagir de manière plus naturelle. »  Ainsi, ils aiment travailler ensemble en concordance à l’objectif à atteindre. De plus, à ce stade, ils ont finalement terminé le mandat ou ont trouvé la solution du problème pour la résolution duquel le groupe avait été créé.
- 5e étape : La dissolution

C’est à la cinquième étape où le groupe est dissous. Les membres ont finalement atteint leur objectif et ainsi n’ont plus de mandat à réaliser.

## Nature du groupe de travail
Il n’y a pas de groupe de travail, s'il n’y a pas de communication ; on ne peut pas communiquer s’il n’y a pas un minimum de matériels, il faut aussi qu’il y ait une fluidité d’information, l’utilisation d’un langage commun, l’utilisation d’une communication verbale et non verbale.

### Valeurs éthiques possibles dans un groupe de travail
- Désintéressement, abnégation, sacrifice, don de soi
- Reconnaissance d’autrui comme co-acteur et co-responsable
- Solidarité avec le groupe
- La loyauté et l’acceptation des règles du groupe

### Le conflit du groupe de travail
C’est une relation de divergence  plus ou moins forte entre deux individus ou plus.
C’est un désaccord de deux forces caractérisées par une rupture ou une  détérioration de la qualité du dialogue.
C’est le résultat de la différence de perception individuelle de la réalité.
- Les actes qui mènent aux conflits :
- Critiques, objections, polémique, énervement, peur, angoisse, stress, humiliation, dévalorisation, ironie, moquerie, maladresse, inattention, gaffe, violence, insulte, agressivité.
- Les deux faces du conflit sont :
- la face affective : le ressenti
- La face intellectuelle : le réfléchi

L’évaluation du conflit relève du diagnostic, c'est-à-dire savoir si le conflit est d’ordre sentimental, intellectuel, mixte.

### Motivation dans un groupe de travail
Elle peut être commune ou individuelle, c’est l’ensemble des déterminants irrationnels des conduites humaines, ce qui n’est pas du domaine de l’intelligence et de la raison entre autres : intérêts du projet, valorisation, reconnaissance, atteindre l’objectif, apprentissage.

### La réunion de travail
La réunion de travail est un assemblage, un groupement, un assemblement, c’est un lieu privilégié de partage et de communication. C’est un fait social fondamental qui lutte contre l’isolement.
Types de réunions :

- réunion de prise de décision
- réunion d’info
- réunion de bilan
- réunion de crise

Etapes de la réunion :

- Avant : définir  l’objet, liste des participants, l’ordre du jour, préparation matériel, plan de table,
- Pendant : accueil des participants, les installer, les remercier, gérer la prise de parole, prise de note, rester neutre
- Après : rédaction du compte rendu en signalant les présents et les absents, envoyer aux participants la copie du compte rendu, faire le suivi des objectifs de la réunion.

## Les causes de conflit
Il existe environ huit différentes causes qui provoquent des conflits chez les groupes.
- 1re : Incompatibilité d’objectif

Lorsque les groupes ou les membres d’un groupe ont des objectifs différents, ça peut causer des conflits donc la manière dont l’objectif est atteint.
- 2e : Ressources limitées

Quand il y a un nombre de ressources limité, par exemple d’argent, cela peut engendrer des conflits selon la répartition de ces ressources. Au fond, chaque groupe veut le plus grand montant de ressource possible ce qui peut causer des rivalités entre des groupes.
- 3e : Divergence des valeurs ou des croyances

Parce que chaque groupe a leur propre ensemble de règles, normes et croyances, il peut y avoir des conflits entre des groupes dépendant de leurs actions. Par exemple, une activité qui semble d’être normale pour un groupe peut être inacceptable pour l’autre.
- 4e : Relations organisationnelles

Souvent, les groupes dans les organisations sont mis sous la disposition de plusieurs chefs et directeur. Donc, sous la disposition de plusieurs chefs et directeur, c’est fort probable qu’ils vont favoriser certains de ces chefs par rapport aux autres. À cause de ça, cela peut déclencher beaucoup de problèmes au sein de l’organisation.
- 5e : Chevauchement des responsabilités

Lorsque des responsabilités semblables sont données à des groupes, il y a risque de causer des problèmes comme :  quel groupe accomplira la tâche, qui aura plus de responsabilités, etc. Donc, c’est important d’attribuer des tâches et responsabilités différentes pour chaque groupe.
- 6e : Mauvaise communication

La mauvaise communication peut causer des problèmes selon le groupe. C’est important que la communication entre les membres soit directe et comprise par tout le monde. De plus, la communication du chef du groupe envers le reste du groupe est aussi très importante quand des tâches doivent être établies ou des responsabilités attribuées.
- 7e : L’interdépendance des taches

Parfois, l’accomplissement de certaines tâches a besoin de la coopération d’autres groupes. Si ces travaux ne sont pas mis à temps, cela peut causer des problèmes. Par exemple, le premier groupe ne peut pas commencer ses travaux avant que le deuxième groupe finisse son rapport de données.
- 8e : La rémunération individuelle

Lorsque les membres d’un groupe sont rémunérés individuellement au lieu de tout le groupe, cela peut causer des compétitions entre les membres du groupe qui pourront déclencher la faillite du groupe.